# Eisenbahnunfall von Löbau
Der Eisenbahnunfall von Löbau war die Flankenfahrt eines Schnellzuges in den Hofzug Kaiser Wilhelms II. im Bahnhof Löbau (Sachs) in der Oberlausitz am 12. September 1896.

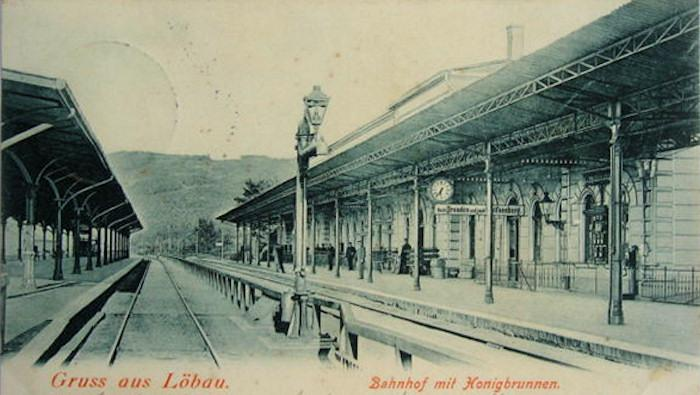
Bahnhof Löbau (Sachs): Blick in Richtung Osten, rechts der Hausbahnsteig, an dem der Hofzug stand

## Ausgangslage
An diesem Tag endete das Herbstmanöver 1896 und der Bahnhof Löbau (Sachs) war stark belastet. Außer den 74 planmäßig verkehrenden Zügen kamen die Sonderzüge der Fürstlichkeiten und Sonderzüge des Militärs hinzu. Der Bahnhofsvorsteher im Range eines Bahnhofsinspektors war seit 4 Uhr morgens im Dienst und hatte zur Aufrechterhaltung der Ordnung auf den Bahnsteigen Unterstützung nur durch einen Gendarm.
Kaiser Wilhelm II. sowie König Albert von Sachsen und Kronprinz Georg von Sachsen begaben sich mit Kutschen zum Bahnhof in Löbau, um von dort mit ihren bereitstehenden Hofzügen weiter zu reisen, die sie nach gegenseitiger Verabschiedung bestiegen. Der sächsische Zug sollte nach Dresden, der kaiserliche Zug nach Siegersdorf (heute: Zebrzydowa) fahren.
Aus protokollarischen Gründen war der Hofzug des Kaisers auf das Gleis am Hausbahnsteig gestellt worden. Dem Zug waren zwei Lokomotiven vorgespannt, denen ein Schutzwagen, der kaiserliche Salonwagen und dann die übrigen Fahrzeuge des Hofzuges folgten. Der Zug war für das Gleis am Hausbahnsteig zu lang, so dass die beiden Lokomotiven über die Weiche hinaus im durchgehenden Streckengleis standen.
Von Dresden her näherte sich ein Schnellzug nach Görlitz dem Bahnhof Löbau (Sachs).

## Unfallhergang
Der Kaiser war zehn Minuten vor Plan eingetroffen und wollte sofort abfahren. Entgegen dem für den Sonderzug des Kaisers aufgestellten Fahrplan ließen der Bahnhofsvorsteher und dessen Vorgesetzter im Range eines „Transportdirektors“ den Hofzug bei Ankunft des Kaisers sofort vorfahren. Dabei wurde der sich nähernde Schnellzug offensichtlich „vergessen“ und die freie Einfahrt für den Schnellzug in den Bahnhof nicht zurückgenommen. Dessen Lokomotivführer leitete zwar noch eine Schnellbremsung ein, als er die vor ihm im Gleis stehenden Lokomotiven sah, was aber nicht ausreichte, den Unfall zu verhindern. Die Schnellzuglokomotive traf auf die zweite Lokomotive des Hofzuges auf, die schwer beschädigt wurde.

## Folgen
Verletzt wurde niemand, es entstand nur erheblicher Sachschaden an der zweiten Lokomotive des Hofzuges. Die Aufräumarbeiten dauerten etwa zwei Stunden, der Hofzug war nach 45 Minuten wieder fahrbereit und der Kaiser verließ Löbau.
Bei der strafrechtlichen Aufarbeitung des Falles vor dem Gericht in Bautzen wurde die Schuld einzig bei dem Bahnhofsvorsteher und seinem Vorgesetzten gesehen – inwieweit Organisationsmängel vorlagen, untersuchte das Gericht nicht. Es verurteilte sie zu „entehrenden Gefängnisstrafen“.